# Circonscription de Wukiro (est)
Pour les articles homonymes, voir Circonscription de Wukiro.
La circonscription de Wukiro (est) est une des 38 circonscriptions législatives de l'État fédéré du Tigré, elle se situe dans la Zone est. Sa représentante actuelle est Alemseged Wereta Kifelu.